# Coprinellus amphithallus
Coprinellus amphithallus là một loài nấm trong họ Psathyrellaceae. Loài này được nhà nấm học SM. Lange và Alexander H. Smith miêu tả đầu tiên vào năm 1953 trước khi được xếp vào chi Coprinellus năm 2001.